# Стаевка
Стаевка (укр. Стаївка) — село в Белзской городской общине Шептицкого района Львовской области Украины.
Население по переписи 2001 года составляло 495 человек. Почтовый индекс — 80060.